# 2020年東京パラリンピックのガイアナ選手団
2020年東京パラリンピックのガイアナ選手団は、2021年8月24日から9月5日まで日本の東京で開催された2020年東京パラリンピックガイアナ選手団の名簿。今大会、ガイアナはパラリンピック初参加となった。

## 選手団
- 人員: 選手 1人
- 開会式旗手: ウォルター・グラント＝スチュアート

## 種目別選手・スタッフ名簿及び成績

### 自転車
| 選手                               | 種目                    | 結果            | 順位 |
| ---------------------------------- | ----------------------- | --------------- | ---- |
| ウォルター・グラント＝スチュアート | 男子ロードレース C4-5   | 周回遅れ        | 18位 |
| ウォルター・グラント＝スチュアート | 男子タイムトライアル C5 | 1時間04分17秒69 | 13位 |